# Pau Vila i Dinarès
Pau Vila i Dinarès   (Sabadell, 29 de juny de 1881 - Barcelona, 15 d'agost de 1980) va ser un pedagog i geògraf català. És considerat el fundador de la geografia catalana moderna.

## Biografia
De família de teixidors i temperament autodidàctic i creador, el 1905 fundà l'Escola Horaciana, després d'uns contactes truncats amb l'Escola Moderna de Ferrer i Guàrdia. El decenni següent fou decisiu en la seva orientació. El curs 1912-1913 deixà l'Escola i es diplomà a Ginebra, a l'Institut Rousseau des Sciences de l'Éducation, i descobrí la geografia regional de la mà dels occitans Paul Vidal de la Blache i Jean Brunhes.
Va ser l'autor de la divisió de Catalunya en comarques, feta per encàrrec de la Generalitat republicana i on col·laborà Josep Maria Puchades i Benito, qui custodià part de la seva biblioteca i arxiu documental. Durant els anys 30 del segle xx fou catedràtic de l'Escola Normal de Mestres, professor dels Estudis Universitaris Catalans, i president del Centre Excursionista de Catalunya i de la Societat Catalana de Geografia.
A causa de l'ocupació franquista de Catalunya, es va exiliar a Colòmbia, i posteriorment a Caracas, i va tornar a Catalunya el 1962. El 1969 fou elegit membre de l'Institut d'Estudis Catalans.

Proposta de comarcalització de Catalunya per Pau Vila (1931)

## Obres
- Fundación Horaciana (1910)
- Assaig de recordança i de crítica del que fou l'Escola Horacina (1920
- Assaig de geografia humana de la muntanya (1925)

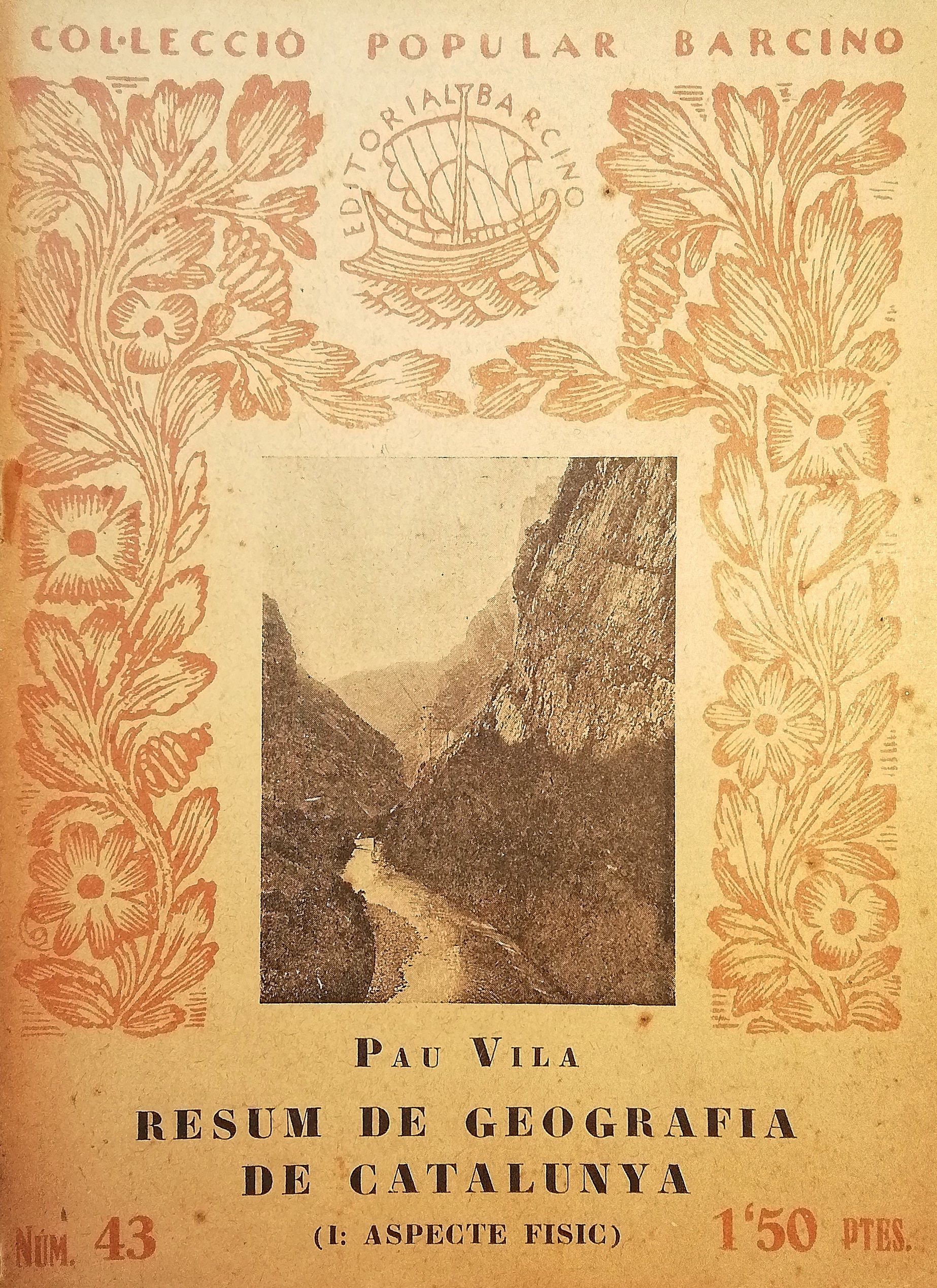
Primer volum (dels nou de la col·lecció completa) de Resum de geografia de Catalunya (1- aspecte físic) publicat a Barcelona l'any 1928

- Primer volum (dels nou de la col·lecció completa) de Resum de geografia de Catalunya (1- aspecte físic) publicat a Barcelona l'any 1928Resum de geografia de Catalunya, en 9 volums (1926-1935)
- Divisió territorial de Catalunya (1932-1937)
- La fesomia geogràfica de Catalunya (1937)
- Nueva geografía de Colombia: aspecto político, físico, humano y económico (1945)
- Las características fisiográficas del Orinoco (1952)
- Las etapas históricas de los descubrimientos del Orinoco (1952)
- Geografía de Venezuela (1960 i 1965)
- Origen i evolució de la Rambla barcelonina (1965)
- Joan Orpí, l'home de la Nova Catalunya (1967)
- Visiones geohistóricas de Venezuela (1969)
- Barcelona i la seva rodalia al llarg del temps (1974)
- El obispo Martí (1980)

## Premis i distincions

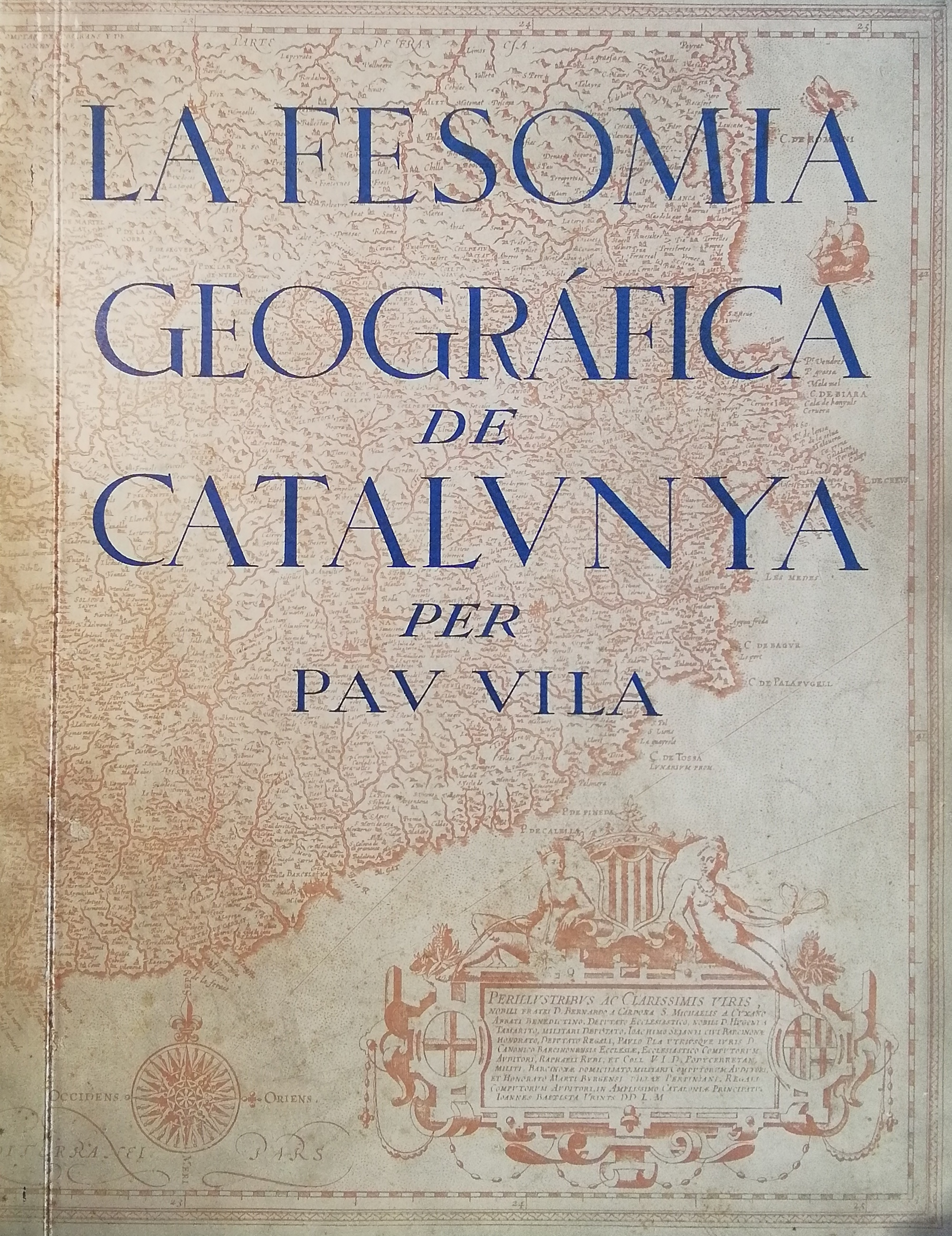
La fesomia geogràfica de Catalunya per Pau Vila publicat a Barcelona l'any 1937

- La fesomia geogràfica de Catalunya per Pau Vila publicat a Barcelona l'any 1937La Cruz de Boyacá, la més alta condecoració que atorga el govern colombià (1945)
- La medalla W. W. Atwood, atorgada per l'Instituto Panamericano de Geografía e Historia, a Buenos Aires, pel valor de la seva obra Visiones geohistóricas de Venezuela, publicada el 1969.
- Premi d'Honor de les Lletres Catalanes (1976)
- Medalla d'Or de la Ciutat de Sabadell (1978)
- Doctor honoris causa per la Universitat Autònoma de Barcelona (1979)[7] i de la Universidad Central de Venezuela
- Té dedicades places a Barcelona i Vilassar de Mar i una ronda a Sabadell